# Bulupitu
Bulupitu is een bestuurslaag in het regentschap Malang van de provincie Oost-Java, Indonesië. Bulupitu telt 3756 inwoners (volkstelling 2010).